# 練馬図書館テレビドラマ事件

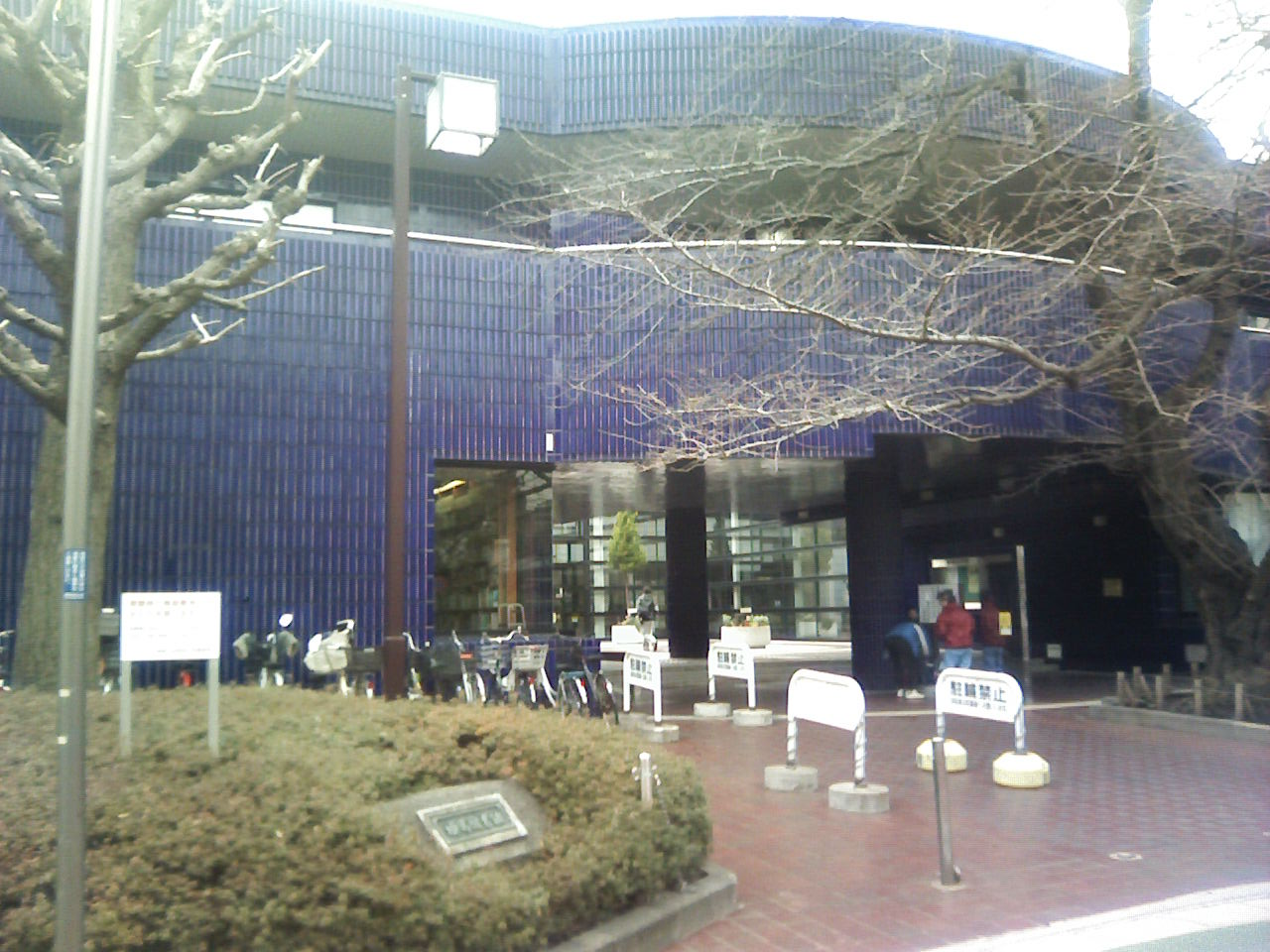
練馬区立練馬図書館（2009年撮影。1967年当時の外観とは異なる。）

練馬図書館テレビドラマ事件（ねりまとしょかんテレビドラマじけん）は、1967年（昭和42年）に東京都練馬区の練馬区立練馬図書館で起きた出来事である。練馬テレビ事件とも呼ばれる。本図書館で撮影された刑事ドラマのシナリオが発端となり、図書館利用者の秘密を守ることが認識されるきっかけとなった。

## 経緯
1967年6月12日、テレビドラマのスタッフが下見のために練馬図書館を訪れた。その際に、図書館員がプロデューサーから脚本の内容を聞く。13日に、図書館前に並ぶ学生の列と、登場人物の入館風景の撮影が行われた。翌14日は月に一度の図書整理日で、午後からの定例会議でこの件について討議が行われた。館長がNETテレビに対し脚本を見せてもらうよう依頼するとともに、図書館問題研究会（図問研）に連絡する。15日にはNETから図書館に脚本が届く。図書館が利用記録を容易に外部に提供している描写を問題視した館長は、日本図書館協会（日図協）に連絡し、日図協からNETテレビに申し入れを行った。翌16日には、練馬図書館長と日図協・図問研の各代表者、NETの編成局で話し合いがもたれた。
当該番組は、NETテレビ、東映テレビ・プロダクションによる刑事ドラマ『特別機動捜査隊』である。その筋書きは、“殺人事件の被害者が図書館で書いた手紙が手掛かりとなり、刑事が図書館で捜査を行う。手紙が挟まっていたという雑誌と、図書館員から借りた貸出名簿をもとに調べたところ、事件当日午後2時から3時まで被害者が図書館に滞在していたこと、その記録が手掛かりになって犯人を突き止めることができた”というものであった。当時は入館や貸出方法の変更の過渡期であり、個人の貸出記録が残る図書館もまだあったが、練馬図書館では1964年（昭和39年）10月より、貸出履歴の残らない「ブラウン方式」を採用していた。
6月16日の図書館・番組制作者・日図協・図問研の話し合いにおいて番組側が理解を示し、脚本の変更に応じた。貸出名簿の提出を求めた刑事に対し図書館員が「それはできません。読書の自由を侵すことになりますから。」と毅然と断り、貸出記録を職員が確認して、捜査上必要なところだけを刑事に教える筋書きに変更された。台詞には、貸出名簿は容易に見せたり貸し出したりできない旨、貸出記録を残している図書館は減少している旨が盛り込まれた。実在の図書館を舞台、またはロケ地として使用する場合において、図書館側が脚本の閲覧を求め、館の運営基準と異なる場合には修正を求めることは、検閲には該当しないと考えられる。しかし、スタジオのセットで撮影される場合や、小説やコミック等では論拠を失う限界がある。
本件を契機に図書館の貸出記録の秘密保持への関心が高まり、1974年（昭和49年）4月に施行された東京都東村山市の東村山市図書館設置条例には、利用者の秘密を守る義務が明文化された。1979年（昭和54年）には、日本図書館協会による図書館の自由に関する宣言が改訂され、第3項に「図書館は利用者の秘密を守る。」が付け加えられたが、憲法第35条による令状を確認した場合は例外としており、警察に提供する事例はある。

## 類例
実業之日本社が刊行する小説誌『週刊小説』に、1976年（昭和42年）9月13日号から1977年（昭和52年）4月1日号にかけて連載された森村誠一の推理小説『凶水系』には、実在の大田区立池上図書館の館名を明記したうえで、図書館員が捜査に協力する場面が描かれた。同館では職員同士の話し合いがもたれ、利用者が何を借りているかを容易に教えている点が問題となった。大田区教育委員会と大田区立図書館長に経緯を報告したが、具体的な支持は得られなかった。
1976年（昭和51年）11月25日、池上図書館の館長は実業之日本社に出向き、小説に登場する「図書貸出簿」は池上図書館には実在せず、だれがどの資料を借りているかはわからない貸出方法を採っている点、「常連が口をきけば2冊の貸出制限が4～5冊は借りられる」「名刺程度の身分証明で貸出カードを作れる」といった描写は事実と異なる点を説明した。その後も出版社側から連絡はなく、1977年4月12日に再度池上図書館長が出版社側に説明を行った結果、同年5月19日に「単行本化に際し、館名と地名を変え、架空の図書館とした」旨が池上図書館長に報告された。
図問研の図書館の自由委員会は、日本推理作家協会報1977年6月号に「図書館は日本国憲法第19条に根拠を持つ『読書の自由』を守る立場から、犯罪捜査に協力して利用記録を警察に見せたりしない。このことを推理作家に理解していただき、作品に生かしてほしい」とする主旨の文を寄せた。これに対し、森村は1977年7月発行の森村誠一長編推理選集第5巻月報に「森村が実際に利用している図書館では貸出簿がある。1館の例外もなく捜査に協力しないのであれば小説といえども事実に反することは書くべきではないが、法律上の守秘義務が存在するわけでもなく、実際には協力する図書館も少なくない。本作において、図書館の捜査協力は構成上不可欠の要素であり、図書館側の要請を受け入れることは作品の宿命を変えることとなる。これは思想と言論の自由に対する干渉ではないか」と反論したうえで、「本作のような設定で、捜査協力が思想調査につながるとするのは被害誇大であると思うが、今後の作品においては図書館の権利のために協力するつもりである」と記している。本件は図書館の自由に関する宣言の改訂作業中の出来事であり、図書館に対する同宣言の普及に向けた問題提起となった。
1979年（昭和54年）の図書館の自由に関する宣言改訂以降も、いわゆる刑事もののフィクション作品で図書館員が利用者の秘密を漏らす描写は、1995年（平成7年）2月の日本テレビ『火曜サスペンス劇場 新女検事霞夕子4 輸血のゆくえ』（藤岡市立図書館）などで相次いだ。2003年（平成15年）11月19日にテレビ東京（テレ東）が放映した『夏樹静子サスペンス 特捜刑事・遠山怜子』でも同様の事例があり、テレ東では図書館の信頼を損ねたことを謝罪し、再放送ではその場面をカットした。
2004年（平成16年）12月8日には、テレビ朝日のドラマ『相棒 season3 第7話 夢を喰う女』において、捜査令状のない刑事に対し「美人図書館司書」が独断で個人の貸出履歴の画面を見せ、利用者が自分史づくりをしているという個人情報を漏らす場面があった。テレビ朝日では当該話数の再放送や番組販売を行わず、DVDなどのパッケージ化に際しては撮り直しを行いストーリーを変更する旨を表明した。
刑事もの以外で図書館利用者の秘密に関する描写が議論になった作品としては、1989年（平成元年）の柊あおいによる漫画作品、および同書を原作とする1995年（平成7年）のスタジオジブリのアニメ映画『耳をすませば』が著名である。主人公の少女が、公立図書館のニューアーク方式の読書カードに名前のあった少年に興味を持ったことから始まる物語であったが、映画化当時においてこの貸出方法は一般的ではなく、日本図書館協会の申し入れによりDVD化の際にその旨の字幕が付け加えられた。NHKの連続テレビ小説『ぴあの』でも、利用者の貸出記録の照会に容易に答える図書館員が描かれ、問題視された。
2015年（平成27年）に『週刊少年ジャンプ』に掲載された麻生周一の漫画『斉木楠雄のΨ難』の「第170χ 図書館のΨ難」において名前の書かれた貸出カードを軸に進むストーリーとなっていることについて学校図書館問題研究会が学校図書館が利用者のプライバシーに配慮している旨の注釈をつけることを検討して欲しいと作者と編集部に申し入れ、編集部はプライバシー保護に関しては考えを共有しており作品作りに活かすことと合わせて、漫画は「現実ではありえない空想的ストーリーを描いたフィクション」であるため、貸出カードの悪用とは問題が異なり、真似ることが可能な現実的なストーリーならまだわかるが、そうではないため注釈をつけるのを断っている。
学校図書館問題研究会は漫画『花よりも花の如く』第18巻、2007年（平成19年）に日本テレビ系で放送されたアニメ『名探偵コナン』第461話「消えた1ページ」、2005年（平成17年）にフジテレビ系で放送のテレビドラマ『みんな昔は子供だった』第3話の同様のシーンでも申し入れを行っている。

## 情報の保存と提供
日本図書館協会では「利用者の秘密を守るためには履歴は保存しないのが原則」としているが、カーリルなど図書館が利用する検索システムでは履歴の保存機能がオプションとして用意されており、本人への情報提供として導入している図書館が増えている。
2010年代から、図書館が憲法第35条による令状ではなく、任意捜査である捜査関係事項照会により、利用者が借りていた本の書名や予約状況を提供する事例が増えている。